# Herb gminy Wierzchowo
Herb gminy Wierzchowo – jeden z symboli gminy Wierzchowo, ustanowiony 15 września 1999.

## Wygląd i symbolika
Herb przedstawia na tarczy  przedstawia w polu złotym na trójwzgórzu zielonym wieżę kościelną czerwoną, obok której lipa zielona o pniu naturalnym.